# Milan Kerbr senior
Milan Kerbr (* 6. September 1967 in Uherské Hradiště) ist ein ehemaliger tschechischer Fußballspieler.

## Karriere
Kerbr spielte in seiner Jugend für Jiskra Staré Město und Slovácká Slavia Uherské Hradiště. Seinen Wehrdienst absolvierte er bei VTJ Tachov. Anschließend spielte er für zwei Jahre für Svit Zlín. 
1991 wechselte der Angreifer zu Sigma Olmütz. In seiner ersten Saison gelangen ihm elf Treffer in 27 Spielen. In den folgenden Jahren gelang ihm nicht mehr so viele Tore, so dass es für viele überraschend kam, als er 1996 zwei Länderspiele im Vorfeld der Europameisterschaft absolvierte und anschließend in den tschechischen EM-Kader rutschte. In England machte Kerbr allerdings kein Spiel, auch danach wurde er nicht wieder für die Tschechische Nationalmannschaft nominiert. 
1997 wurde Kerbr von der SpVgg Greuther Fürth verpflichtet, für die er 40 Spiele machte und fünf Tore schoss. Im Januar 1999 wurde er für ein halbes Jahr an den damaligen Regionalligisten SC Weismain ausgeliehen. Anschließend wechselte Kerbr zum SSV Reutlingen 05. Dort machte er allerdings nur noch wenige Spiele und beendete 2002 nach einer langwierigen Meniskusverletzung seine Karriere.
Seit Anfang 2009 ist er Trainer des Bezirksligisten Spvgg Mössingen.

## Sonstiges
Kerbrs Sohn Milan jr. ist ebenfalls Profifußballer.